# نه یکی کمتر
نه یکی کمتر (چینی: 一个都不能少؛ انگلیسی: Not One Less) فیلمی به کارگردانی ژانگ ییمو است که در سال ۱۹۹۹ منتشر شد. این فیلم برنده شیر طلایی جشنواره فیلم ونیز شده‌است.